# Sam Theard
Lovin’ Sam Theard (* 10. Oktober 1904 in New Orleans; † 7. Dezember 1982 in Los Angeles) war ein amerikanischer Hokum-Bluessänger, Schauspieler und Songwriter, der vor allem mit seinem Liedern (I’ll Be Glad When You’re Dead) You Rascal You und Let the Good Times Roll in Erinnerung bleibt.

## Leben und Wirken
Theard begann seine Karriere als Showsänger und Komiker, u. a. als Lovin' Sam from Down in 'Bam aus der Minstrel Show Musical Sam from Alabama von 1917. Im Jahr 1929 nahm er erstmals auf, nachdem ihn Tampa Red bei dem afroamerikanischen Musikproduzenten J. Mayo Williams in Chicago eingeführt hatte. Nach einem Vertrag bei Gennett Records 1930 unter dem pseudonym Sam Tarpley nahm er den folgenden zehn Jahren u. a. mit Cow Cow Davenport für Decca, Vocalion und Bluebird Records über fünfzig Songs auf, meist Bluesnummern, Novelty Songs wie She's Givin It Away oder I'm Crazy 'Bout My Bozo sowie Eigenkompositionen wie I Wonder Who's Boogiein My Woogie Now/New Rubbing On the Darned Old Thing (Decca 6186) unter der Bandbezeichnung Oscar's Chicago Swingers mit Albert Ammons (1936). Theards Song New Rubbing on That Damed Old Thing wurde bald darauf von Louis Jordan und 30 Jahre später auch von Grateful Dead gecovert. Er wirkte auch bei Aufnahmen von Tiny Parham und Hot Lips Page mit.
Eine seiner ersten Einspielungen für Brunswick Records war You Rascal You, die bittere Klage eines betrogenen Ehemanns, die mit der Zeile begann:
„I’ll Be Glad When You’re Dead, You Rascal You.“
Zunächst blieb Theards Song nach der ersten Aufnahme 1929 unbeachtet; zwei Jahre später wurde er von Red Nichols & His Five Pennies in einer gesäuberten Version gecovert (Brunswick 6133), die auf eine Textzeile des Originals verzichtete, welche davon handelte, den Nebenbuhler zu kastrieren. Der Song stieg für eine Woche auf #17 der Charts.

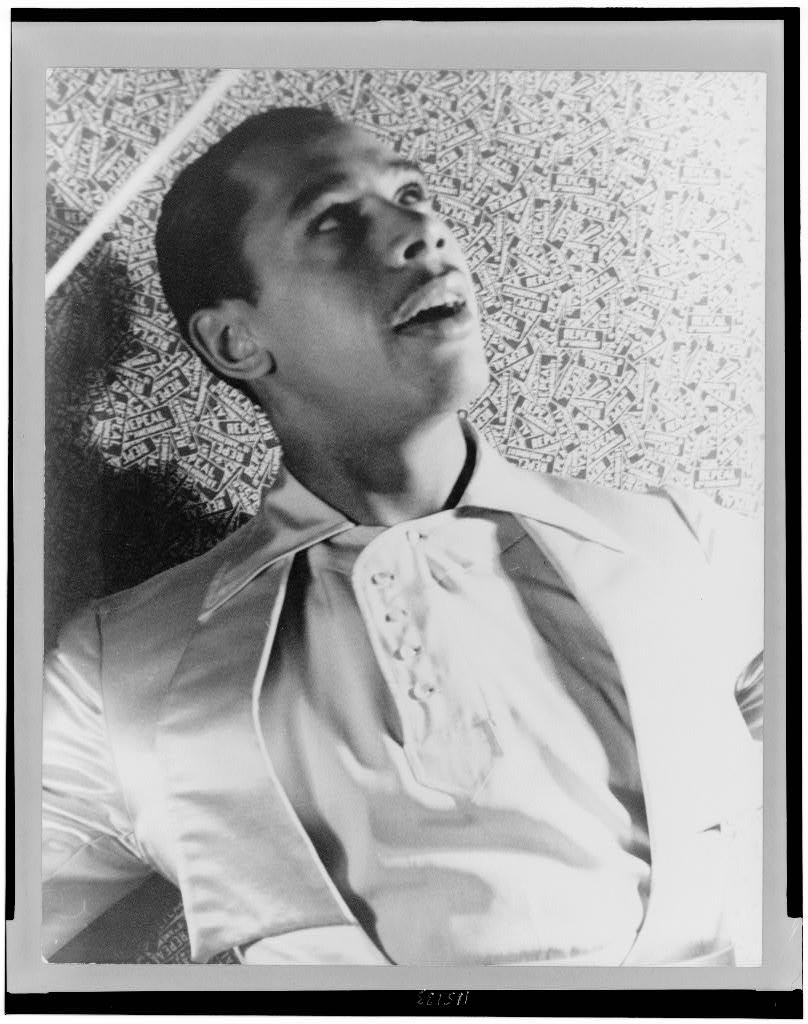
Cab Calloway ca. 1933; Foto: Carl van Vechten

Es folgten die Versionen von Cab Calloway (#17, Brunswick 6196) und Louis Armstrong (#13, Okeh 41504), die beide im Oktober/November 1931 in die Billboard-Charts stiegen. 1932 ließ Brunswick den Song in einer entschärften Version von den Mills Brothers aufnehmen (Brunswick 6225), die ein nationaler Erfolg wurde und auf #3 der Charts stieg, wo er acht Wochen blieb.
In den 1930er Jahren nahm Sam Theard unter verschiedenen Pseudonymen auf und hatte Engagements im New Yorker Apollo Theater, u. a. unter dem Pseudonym Spo-Dee-O-Dee; den gleichnamigen Song nahm er 1937 für Vocalion Records und 1940 für Decca Records auf.
Der Song war voll sexueller Anspielungen; Spo-de-o-dee war ein schwarzes Slangwort für spode, den männlichen Samen. Im Song hieß es:
Adam met Eve in the Garden of Eden,
That’s where it first began,
Adam said to Eve,
Let’s spo-dee-o-dee, come on,
Let’s have some fun.

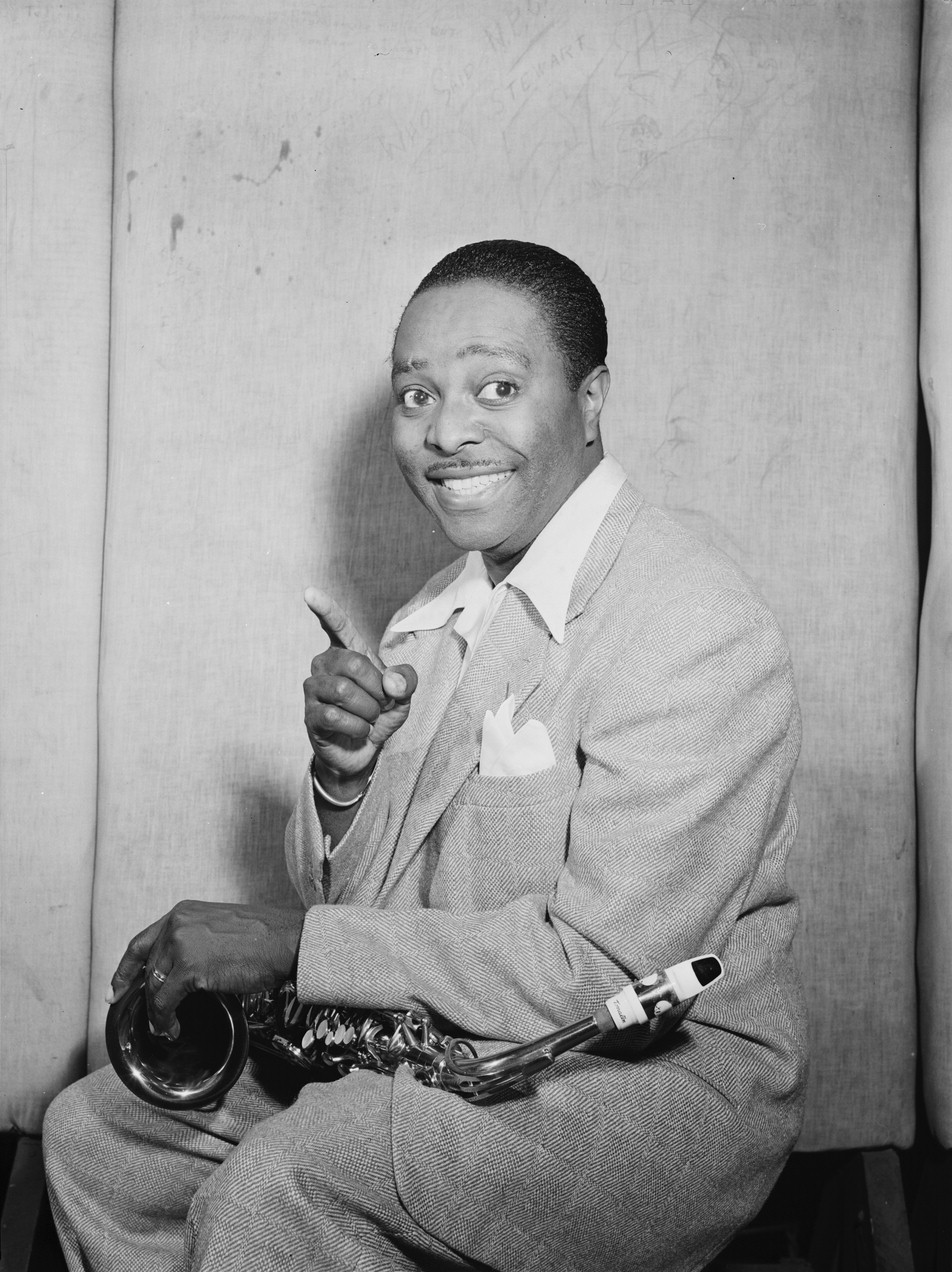
Louis Jordan ca. 1946. Foto: Gottlieb.

In dieser Zeit arbeitete er mit Tampa Reds Hokum Boys, der 1929 seinen Song My Daddy Rocks Me (with One Steady Roll) aufgenommen hatte. In den 1940er Jahren arbeitete er mit Sammy Price und mit Louis Jordan, der als Lohn für die Aufnahme die halben Tantiemen beanspruchte. You Can't Get That No More, die Version eines Songs, den Theard zuvor für Tampa Red geschrieben hatte, wurde 1944 ein Erfolgstitel für Jordan in den nationalen Popcharts (Decca 8668, #11).
Noch populärer wurde der von Theard geschriebene Song Let the Good Times Roll, bei dem allerdings neben Sam Theard (als Spo-de-o-dee) Louis Jordans zweite Frau Fleecie Moore als Autorin mit eingetragen wurde. Der Song wurde später auch in den Versionen von B. B. King, Ray Charles, Muddy Waters, Eric Clapton, Herbie Hancock und Quincy Jones populär.
Im Jahr 1950 arbeitete Theard mit dem Saxophonisten Hal Singer zusammen; gemeinsam nahmen sie für Mercury Records die Rhythm-&-Blues-Nummer Rock Around the Clock auf, dessen Aufbau jedoch vom späteren Rock-’n’-Roll-Hit Rock Around the Clock von Max C. Freedman abwich, den erstmals Sonny Dae and his Knights aufnahmen. Auf Sam Theards Stimme (Let's rock) folgt der Chor der Bandmitglieder (We're gonna rock around the clock). Nach mehreren Takten des Call and Response folgt Theard mit der Zeile: One for the Money, two for the Show, three make ready, and four let's go, Let's rock... worauf die Band antwortet: We're Gonna Rock, Rock Around the Clock. In der Schlusszeile singt Theard: Come on now, let's carry on, we're gonna rock till the break of dawn, let's rock....
Die ursprüngliche Mercury-Aufnahme wurde kaum beachtet; Theard wirkte dann in den 1970er Jahren als Schauspieler in der Sitcom Sanford and Son mit, außerdem hatte er kleinere Rollen in Fernsehserien und Filmkomödien wie in dem Richard-Pryor-Film Which Way Is Up? (1977). Ende des Jahrzehnts hatte er jedoch Schwierigkeiten, Rollen angeboten zu bekommen. Er starb im Dezember 1982 im St. Vincent Medical Center in Los Angeles.

## Diskografische Hinweise
- Sam Theard in Chronological Order 1929–1936 (Document Records), mit Albert Ammons, Sam Tarpley, H. Benton Overstreet, Tampa Red, John Oscar
- Complete 1934–1940 Recordings In Chronological Order (Wolf), mit Tiny Parham
- Lovin' Sam from Down in 'bam (Blues Documents)

## Filmographie (Auswahl)
- 1977: Wie geht's aufwärts?
- 1978: Cinderella in Harlem
- 1982: National Lampoon's Movie Madness
- 1982: Unsere kleine Farm (TV-Serie)
- 1983: Zwei ausgekochte Gauner